# 11579 Tsujitsuka
11579 Tsujitsuka este un asteroid din centura principală de asteroizi.

## Descriere
11579 Tsujitsuka este un asteroid din centura principală de asteroizi. A fost descoperit pe 6 mai 1994 la Kitami de Kin Endate și Kazuro Watanabe. Asteroidul prezintă o orbită caracterizată de o semiaxă mare de 2,59 ua, o excentricitate de 0,20 și o înclinație de 13,6° în raport cu ecliptica.